# 陳有慶
陳有慶，大紫荊勳賢，GBS，JP（轉寫：Rabin Sophonpanich，1931年11月6日—2022年4月18日），廣東潮陽人，香港企业家。泰國華僑陳弼臣長子。

## 生平
陈有庆是陳弼臣家族成員，泰國盤谷銀行是其祖業，父親是銀行家陳弼臣。陳有慶在家鄉广东潮阳出生，因第二次世界大戰爆發，母親不能回泰國與陳弼臣團聚而陳弼臣做生意所賺的金錢亦無法寄回汕頭，年幼的陳有慶於是與母親一同耕田過活，另一方面上學。他早年在汕頭普益社小學完成小學課程，到了1946年父親從泰國派人到汕頭接陳有慶母子2人到香港生活。來港初年，陳有慶於九龍華仁書院就讀中一上學期，到下學期時基於覺得寄住在姨母家感到不方便，便決定留校當寄宿生4年，從1947年上半年至1952年於嶺英中學完成學業。後來於1953年到美國紐約銀行學院（Bank Street College of Education (New York) ）修讀銀行及經濟學，1954年學有所成，便返回泰國，在其父開辦的祖業泰國盤谷銀行任職。戰後受父親委派，開始在香港拓展投資金融及保險等業務。亞洲金融集團原董事長。

## 家庭
妻子沈時芬。兩名兒子分別是亚洲金融集团執行董事陳智文(長子)及總裁陳智思(幼子)。

## 馬主生涯
自1983-1984年度馬季開始，陳有慶已經在香港成為馬主，歷來名下馬匹包括「神鵰」、「一本萬利」(BD097)、「玉峽生輝」(BJ231)、「潮汕生輝」、「潮汕精神」、「潮汕菁英」、「勇士」、「玉峽生輝」(CH331)、「一本萬利」(CV234)。

## 外部連結
- 香港泰國商會 （页面存档备份，存于）
- 陳智思 母搞三代畫展慶鑽婚 （页面存档备份，存于）
- 陳有慶與妻兒[永久]
- 父親陳弼臣華僑之光
- 見證歷史 對港充滿信心
- 陳有慶的金融家族傳奇：緣係香港 （页面存档备份，存于）
- 陳有慶家族萬水千山故鄉情